# Divisiones Este y Oeste de la NFL de 1933 a 1969
Las Divisiones Este y Oeste de la National Football League, renombradas como las Conferencias Americana y Nacional en 1950 y después en las Confrerencias Este y Oeste en 1953, fueron organizadas como resultados de la disputa del Campeonato de la NFL de 1932. Los dueños de la NFL acordaron que a partir de ese año se llevaría a cabo un partido de campeonato, que sería jugado entre los equipos con mejores marcas de las dos divisiones, la Este y la Oeste. Esta estructura de dos divisiones o conferencias permaneció estable por más de 30 años, incluyendo la adición de tres equipos de la extinta All-America Football Conference en 1950 y los primeros equipos de expansión que se unieron a la NFL en la década de 1960 en respuesta a la American Football League. 

## Equipos

### 1933-1949
| División Este                                  | División Oeste                                 |
| ---------------------------------------------- | ---------------------------------------------- |
| Boston Redskins (Washington desde 1937)        | Chicago Bears                                  |
| Brooklyn Dodgers (Tigers 1944, desaparecido)   | Chicago Cardinals                              |
| New York Giants                                | Green Bay Packers                              |
| Philadelphia Eagles                            | Portsmouth Spartans (Detroit Lions desde 1934) |
| Pittsburgh Pirates (Steelers desde 1940)       | Cincinnati Reds (1933-34, defunct)             |
| Boston Yanks (1944-48, New York Bulldogs 1949) | St Louis Gunners (1934, desaparecido)          |
|                                                | Cleveland Rams (1937, Los Ángeles desde 1946)  |

### 1950-66
| Conferencia Americana 1950-52 Conferencia Este 1953-66 | Conferencia Nacional 1950-52 Conferencia Oeste 1953-66                  |
| ------------------------------------------------------ | ----------------------------------------------------------------------- |
| Chicago Cardinals (St. Louis desde 1960)               | Chicago Bears                                                           |
| Cleveland Browns (ex-AAFC)                             | Detroit Lions                                                           |
| New York Giants                                        | Green Bay Packers                                                       |
| Philadelphia Eagles                                    | Los Angeles Rams                                                        |
| Pittsburgh Steelers                                    | San Francisco 49ers (ex-AAFC)                                           |
| Washington Redskins                                    | New York Yanks (ex-Bulldogs, 1950-51, Dallas Texans 1952, desaparecido) |
|                                                        | Baltimore Colts (ex-AAFC, 1950, desaparecido)                           |
|                                                        | Baltimore Colts (desde 1953)                                            |
|                                                        | Dallas Cowboys (1960)                                                   |
| Dallas Cowboys (desde 1961)                            | Minnesota Vikings (desde 1961)                                          |
|                                                        | Atlanta Falcons (1966)                                                  |

### 1967-69
| Conferencia Este                | Conferencia Este             | Conferencia Oeste | Conferencia Oeste   |
| División Capitol                | División Century             | División Central  | División Costa      |
| ------------------------------- | ---------------------------- | ----------------- | ------------------- |
| Dallas Cowboys                  | Cleveland Browns             | Chicago Bears     | Atlanta Falcons     |
| Philadelphia Eagles             | Pittsburgh Steelers          | Detroit Lions     | Baltimore Colts     |
| Washington Redskins             | St Louis Cardinals           | Green Bay Packers | Los Angeles Rams    |
| New Orleans Saints (1967, 1969) | New York Giants (1967, 1969) | Minnesota Vikings | San Francisco 49ers |
| New York Giants (1968)          | New Orleans Saints (1968)    |                   |                     |

## Campeones

### 1933-66
| Temporada | División Este         | Marca  | División Oeste       | Marca  |
| --------- | --------------------- | ------ | -------------------- | ------ |
| 1933      | New York Giants       | 11-3   | Chicago Bears        | 10-2-1 |
| 1934      | New York Giants       | 8-5    | Chicago Bears        | 13-0   |
| 1935      | New York Giants       | 9-3    | Detroit Lions        | 7-3-2  |
| 1936      | Boston Redskins       | 7-5    | Green Bay Packers    | 10-1-1 |
| 1937      | Washington Redskins   | 8-3    | Chicago Bears        | 9-1-1  |
| 1938      | New York Giants       | 8-2-1  | Green Bay Packers    | 8-3    |
| 1939      | New York Giants       | 9-1-1  | Green Bay Packers    | 9-2    |
| 1940      | Washington Redskins   | 9-2    | Chicago Bears        | 8-3    |
| 1941      | New York Giants       | 8-3    | Chicago Bears        | 10-1   |
| 1942      | Washington Redskins   | 10-1   | Chicago Bears        | 11-0   |
| 1943      | Washington Redskins   | 6-3-1  | Chicago Bears        | 8-1-1  |
| 1944      | New York Giants       | 8-1-1  | Green Bay Packers    | 8-2    |
| 1945      | Washington Redskins   | 8-2    | Cleveland Rams       | 9-1    |
| 1946      | New York Giants       | 7-3-1  | Chicago Bears        | 8-2-1  |
| 1947      | Philadelphia Eagles   | 8-4    | Chicago Cardinals    | 9-3    |
| 1948      | Philadelphia Eagles   | 9-2-1  | Chicago Cardinals    | 11-1   |
| 1949      | Philadelphia Eagles   | 11-1   | Los Angeles Rams     | 8-2-2  |
|           | Conferencia Americana |        | Conferencia Nacional |        |
| 1950      | Cleveland Browns      | 10-2   | Los Angeles Rams     | 9-3    |
| 1951      | Cleveland Browns      | 11-1   | Los Angeles Rams     | 8-4    |
| 1952      | Cleveland Browns      | 8-4    | Detroit Lions        | 9-3    |
|           | Conferencia Este      |        | Conferencia Oeste    |        |
| 1953      | Cleveland Browns      | 11-1   | Detroit Lions        | 10-2   |
| 1954      | Cleveland Browns      | 9-3    | Detroit Lions        | 9-2-1  |
| 1955      | Cleveland Browns      | 9-2-1  | Los Angeles Rams     | 8-3-1  |
| 1956      | New York Giants       | 8-3-1  | Chicago Bears        | 9-2-1  |
| 1957      | Cleveland Browns      | 9-2-1  | Detroit Lions        | 8-4    |
| 1958      | New York Giants       | 9-3    | Baltimore Colts      | 9-3    |
| 1959      | New York Giants       | 10-2   | Baltimore Colts      | 9-3    |
| 1960      | Philadelphia Eagles   | 10-2   | Green Bay Packers    | 8-4    |
| 1961      | New York Giants       | 10-3-1 | Green Bay Packers    | 11-3   |
| 1962      | New York Giants       | 12-2   | Green Bay Packers    | 13-1   |
| 1963      | New York Giants       | 11-3   | Chicago Bears        | 11-1-2 |
| 1964      | Cleveland Browns      | 10-3-1 | Baltimore Colts      | 12-2   |
| 1965      | Cleveland Browns      | 11-3   | Green Bay Packers    | 10-3-1 |
| 1966      | Dallas Cowboys        | 10-3-1 | Green Bay Packers    | 12-2   |

### 1967-69
|           | Conferencia Este | Conferencia Este | Conferencia Este | Conferencia Este | Conferencia Oeste | Conferencia Oeste | Conferencia Oeste | Conferencia Oeste |
| Temporada | División Capitol | Marca            | División Century | Marca            | División Costa    | Marca             | División Central  | Marca             |
| --------- | ---------------- | ---------------- | ---------------- | ---------------- | ----------------- | ----------------- | ----------------- | ----------------- |
| 1967      | Dallas Cowboys   | 9-5              | Cleveland Browns | 9-5              | Los Angeles Rams  | 11-1-2            | Green Bay Packers | 9-4-1             |
| 1968      | Dallas Cowboys   | 12-2             | Cleveland Browns | 10-4             | Baltimore Colts   | 13-1              | Minnesota Vikings | 8-6               |
| 1969      | Dallas Cowboys   | 11-2-1           | Cleveland Browns | 10-3-1           | Los Angeles Rams  | 11-3              | Minnesota Vikings | 12-2              |

## Fuente
- Esta obra contiene una traducción  derivada de «Eastern and Western Divisions (NFL) 1933-69» de Wikipedia en inglés, publicada por sus editores bajo la Licencia de documentación libre de GNU y la Licencia Creative Commons Atribución-CompartirIgual 4.0 Internacional.

- Datos: Q5330586